# IKRI
IKRI (kratica za Izredno Kratki Radijski Impulzi) ali SSS (Super-Short Solar Radio Bursts) so zelo kratki radijski impulzi (trajanje od 4 ms do 60 ms) odkriti med sončnimi impulzi tipa IV.
Obstajajo tri vrste IKRov:
1. enostavni širokopasovni
2. enostavni ozkopasovni
3. kompleksni

Odkriti s pomočjo tržaškega radioteleskopa, ki se nahaja v Bazovici.